# آناستازیا پروکوپنکو
آناستازیا پروکوپنکو (بلاروسی: Настасся Валер’еўна Пракапенка (Самусевіч)؛ زادهٔ ۲۰ سپتامبر ۱۹۸۵) ورزشکار پنج‌گانه مدرن اهل بلاروس است.
وی در مسابقات کشوری و بین‌المللی در مجموع برندهٔ ۷ مدال طلا، ۵ مدال نقره، ۷ مدال برنز شده‌است.